# Marie-Claire Olivia
Marie-Claire Olivia (* 20. November 1931 in Genf; † 7. April 2023 in Issy-les-Moulineaux), eigentlich Marie-Louise Rosa Cuenin, auch bekannt als Claire Olivia, war eine Schweizer Filmschauspielerin.

## Leben und Karriere
Marie-Claire Olivia wurde als Hauptdarstellerin des französischen Filmdramas Olivia von 1951 bekannt. Sie verkörperte eine 16-jährige Engländerin, die sich auf einem französischen Internat in die Schulleiterin verliebt. Über ihre Darstellung befand das amerikanische Filmmagazin Cineaste: Obwohl sie keine Expertin ihres Fachs sei, habe sie überzeugend eine junge Frau porträtiert, „die verzweifelt verliebt ist, und die Not, die damit einhergeht, wenn die Liebe nicht erwidert wird“. Der Filmdienst lobte „die feinsinnige darstellerische Interpretation“. Der amerikanische Filmtitel war The Pit of Loneliness. 1987 eröffnete der Film das San Francisco International LGBTQ+ Filmfestival.
Sie spielte noch in zwei weiteren Filmen mit: in Die rote Herberge (1951) und in dem Gangsterfilm Schmuggler am Werk (1952) unter der Regie von Georges Lampin. Danach endete ihre Karriere als Schauspielerin. Aus ihrem späteren Leben ist nichts überliefert.
Sie starb am 7. April 2023 im Alter von 91 Jahren in Issy-les-Moulineaux.

## Filmografie
- 1951: Olivia (auch: The Pit of Loneliness)
- 1951: Die rote Herberge (auch: Die unheimliche Herberge)
- 1952: Schmuggler am Werk (La maison dans la dune; auch: The House on the Dune)